# 雅罗斯拉夫·奥布舒特
雅罗斯拉夫·奥布舒特（1976年3月9日—），斯洛伐克男子冰球运动员，场上位置是后卫。他曾代表斯洛伐克国家队参加2002年冬季奥林匹克运动会冰球比赛，获得第13名。